# Landtagswahl in Tirol 1925
- SDAPDÖ: 8
- TAG: 3
- TVP: 25
- GDVP: 4

Die Landtagswahl in Tirol 1925 fand am 26. April 1925 statt und führte neuerlich zu einem klaren Sieg der Tiroler Volkspartei (TVP). Durch die Abspaltung der Unabhängigen christlich-deutsche Tiroler Arbeitsgemeinschaft von der Volkspartei büßte diese jedoch 4,7 % Stimmenanteil ein und verlor im Landtag ihre Zweidrittelmehrheit in Bezug auf die Mandatsverteilung. Die TVP stellte in der Folge mit 25 von 40 Mandaten zwei Mandatare weniger als zuvor. Auch die Sozialdemokratische Arbeiterpartei Deutschösterreichs verlor mit einem Minus von 1,4 % Stimmenanteile, konnte jedoch ihre 8 Mandate ebenso halten wie die Großdeutsche Volkspartei (GDVP), die 0,5 % Stimmenanteil einbüßte und erneut 4 Mandate erreichte. Die Unabhängige christlich-deutsche Tiroler Arbeitsgemeinschaft erzielte bei ihrem ersten Antreten 3 Mandate und zog klar in den Landtag ein. Diesen Einzug verfehlte hingegen die Deutsche Nationalsozialistische Arbeiterpartei (DNSAP), die zwar leichte Gewinne erzielte, mit 2,1 % jedoch klar am Sprung in das Landesparlament scheiterte.

## Gesamtergebnis
|                                                                   | Ergebnisse 1925  | Ergebnisse 1925  | Ergebnisse 1925  | Ergebnisse 1921  | Ergebnisse 1921  | Ergebnisse 1921  | Differenzen | Differenzen | Differenzen |  |
| ----------------------------------------------------------------- | ---------------- | ---------------- | ---------------- | ---------------- | ---------------- | ---------------- | ----------- | ----------- | ----------- |  |
| Partei                                                            | Stimmen          | %                | Mand.            | Stimmen          | %                | Mand.            | Stimmen     | %           | Mand.       |  |
| Tiroler Volkspartei (TVP)                                         | 94.291           | 59,81 %          | 25               | 80.242           | 64,49 %          | 27               | + 14.049    | - 4,68 %    | - 2         |  |
| Sozialdemokratische Arbeiterpartei Deutschösterreichs (SDAPDÖ)    | 31.583           | 20,03 %          | 8                | 26.677           | 21,44 %          | 8                | + 4.906     | - 1,41 %    | ± 0         |  |
| Großdeutsche Volkspartei (GDVP)                                   | 16.719           | 10,60 %          | 4                | 13.761           | 11,06 %          | 4                | + 2958      | - 0,46 %    | ± 0         |  |
| Unabhängige christlich-deutsche Tiroler Arbeitsgemeinschaft (TAG) | 11.804           | 7,49 %           | 3                | nicht kandidiert | nicht kandidiert | nicht kandidiert | + 11.804    | + 7,49 %    | + 3         |  |
| Deutsche Nationalsozialistische Arbeiterpartei (DNSAP)            | 3.260            | 2,07 %           | 0                | 1.231            | 0,99 %           | 0                | + 2.029     | + 1,08 %    | ± 0         |  |
| Sonstige Parteien                                                 | nicht kandidiert | nicht kandidiert | nicht kandidiert | 2.507            | 2,02 %           | 0                | - 2.507     | - 2,02 %    | - 1         |  |
| Gesamt                                                            | 157.657          | 100,00 %         | 40               | 124.418          | 100,00 %         | 40               | + 33.239    |             |             |  |